# Nowa Wieś (Słowacja)
Nowa Wieś (słow. Nová Ves, węg. Kürtösújfalu) – wieś i gmina (obec) na Słowacji, w kraju bańskobystrzyckim, w powiecie Veľký Krtíš. Według spisu ludności 21 maja 2011 wieś miała 401 mieszkańców.